# 冯长根
冯长根（1953年2月—），男，汉族，浙江绍兴人，中华人民共和国化学家。中国共产党党员。

## 生平
1980年3月至1983年12月，在英国利兹大学物理化学系读博士研究生，获得博士学位。1996年5月至1999年8月，任中国科协副主席、北京理工大学力学工程系博士研究生导师。1995年5月，中国科学技术协会第四次代表大会召开，并选举产生第四届全国委员会。5月27日，第四届全国委员会第一次会议召开，其被选为常务委员。1999年8月之后，任中国科协副主席、北京理工大学副校长。2001年6月，中国科学技术协会第六次全国代表大会召开，并选举其出任第六届全国委员会书记处书记。2003年12月，欧美同学会第五届理事会第一次会议在北京召开，他担任常务副会长。2011年5月30日，中国科协第八次全国代表大会上，出任中国科协副主席。
2003年当选第十届全国人大代表。2008年当选第十一届全国人大常委会委员。2013年，再度被选为第十二届全国人民代表大会浙江地区代表2013年3月，当选第十二届全国人大常委会委员。。

## 社会兼职
全国人大教科文卫委员会委员，欧美同学会常务副会长，中国兵工学会副理事长，国际继续工程教育协会副主席。